# Burg Güssing
Die Burg Güssing steht auf einem steilen Porphyrkegel im Zentrum der Stadt Güssing im österreichischen Bundesland Burgenland. Sie geht auf eine hölzerne Wehranlage aus dem Jahr 1157 zurück und ist damit die älteste noch erhaltene Burganlage des Burgenlandes. Historische Bedeutung erlangte sie 1459, als sich dort unzufriedene ungarische Magnaten versammelten und Kaiser Friedrich III. zum Gegenkönig von Matthias Corvinus wählten. Die Burg wurde 1524 zum Stammsitz der Familie Batthyány und war im 16. Jahrhundert durch das Wirken des Botanikers Carolus Clusius und des Buchdruckers Johannes Manlius ein wichtiges kulturelles Zentrum. Das markante Wahrzeichen der Region wird heute als Museum und für Veranstaltungen – wie der Burgspiele Güssing – genutzt.
Aus dem im Schatten der Burg entstandenen Suburbium, das 1427 civitas und 1459 civitas et suburbium genannt wurde, entwickelte sich die heutige Stadt Güssing.

## Geschichte

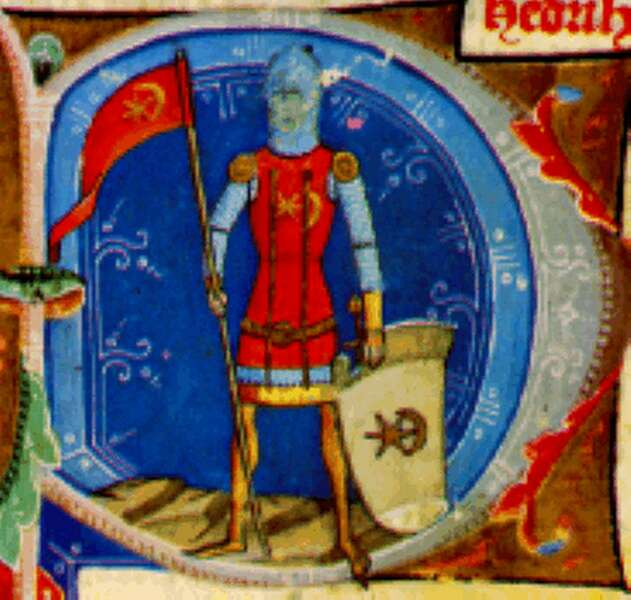
Graf Wolfer errichtete 1157 die erste hölzerne Wehranlage am Schlossberg

### Hochmittelalter
Erstmals urkundlich erwähnt wurde die Burg im Jahr 1157, als der ungarische König Géza II. den Berg Quizun samt Umgebung an den Grafen Wolfer aus dem steirischen Wildon vergab. Dieser errichtete noch im gleichen Jahr auf dem Vulkankegel ein Benediktinerkloster und eine hölzerne Wehranlage, die als Vorgängerbau der heutigen Burg anzusehen ist.
König Béla III. ließ die Wehranlage samt Kloster konfiszieren und noch im 12. Jahrhundert zur Steinburg umbauen. 1198 wird die Burg in einer Schenkungsurkunde erwähnt, in der sie als novum castrum bezeichnet wird. Im Laufe des 13. Jahrhunderts wurde die Burg von den Besitzern Demetrius von Csak und Moritz Pok mehrfach ausgebaut. Sie war damit neben den Burgen in Wieselburg und Ödenburg sowie der Burg Lockenhaus und jener in Eisenburg ein Teil des Burgengürtels entlang der ungarischen Westgrenze. Burg Güssing war eine der wenigen ungarischen Burgen, die während des Mongolensturms 1241/42 nicht eingenommen werden konnten. Im Jahre 1273 mussten die Truppen Ottokars von Böhmen eine Belagerung der Burg erfolglos beenden.

### Spätmittelalter
Im Jahre 1270 kam die Anlage aus königlichem Besitz in das Eigentum der Güssinger Grafen (Herren von Güns), denen zeitweise sämtliche Burgen in dem Gebiet gehörten. Obwohl die Adelssippe Heder ein unabhängiges Fürstentum anstrebte und somit in ständigem Streit mit dem ungarischen Königshaus lag, brachten es einige Mitglieder zu höchsten Ämtern im Königreich. So lenkte zum Beispiel Graf Heinrich (1254–1274), ludex Curiae, Palatin und Banus, zeitweise die Geschicke Ungarns. 1285 wagte der Güssinger Graf Ivan (Johann I. von Heder), auch genannt Ivan der Rote Ritter, einen Feldzug gegen Herzog Albrecht I. von Österreich und konnte ihm 1289 bei Bernstein eine empfindliche Niederlage beibringen. Die steirische Reimchronik des Ottokar aus der Gaal berichtet aber von einem anschließenden Sieg Herzog Albrechts über Graf Ivan. Der Truchseß des Herzogs, Berthold von Emmerberg, konnte Güssing erobern und hielt es einige Zeit als Lehen. 1327 wurden die Güssinger Grafen endgültig unterworfen und verloren an Bedeutung.
Nach mehrmaligem Besitzerwechsel bemächtigte sich Nikolaus Ujlaky, ein Vertreter der Habsburger Partei, der Burg. Unter seinem Vorsitz versammelten sich auf der Burg Güssing 1459 die mit Matthias Corvinus unzufriedenen Magnaten und wählten Friedrich III. zum König von Ungarn. Nikolaus Ujlaky schlug sich später aber wieder auf die Seite Matthias Corvinus’.
Nikolaus’ Sohn Lorenz benahm sich gegenüber König Vladislav II. derart herausfordernd, dass die als uneinnehmbar geltende Burg 1490 von Truppen des römisch-deutschen Königs Maximilians I. belagert und erobert wurde.

### Frühe Neuzeit
Nachdem Lorenz 1522 kinderlos verstorben war, fiel die Anlage zurück an die ungarische Krone. König Ludwig II. übertrug sie anschließend dem ungarischen Adeligen Franz Batthyány und dessen Neffen Christoph als Lohn für den Sieg über ein türkisches Heer bei Jajce. Deren Familie ließ die Burg im 16. und 17. Jahrhundert wegen der drohenden Gefahr aus dem Osten zur weitläufigen Festung erweitern.
Mit dem Verlust ihrer strategischen Bedeutung – 1775 begann die Ablieferung der Waffen – gab man die Burg im 18. Jahrhundert dem Verfall preis, da die damalige Dachsteuer eine Erhaltung für den Besitzer unerschwinglich machte.

### Neueste Zeit
Wohl wissend um die Bedeutung der Burg, samt Kloster und Familiengruft für die Familie Batthyány und die Region des Landes, errichtete Fürst Philipp Batthyány-Strattmann 1870 eine Stiftung zur Erhaltung von Burg Güssing und Kloster.
Da die Stiftung in den Inflationsjahren nach dem Ersten Weltkrieg den größten Teil ihres Kapitals verloren hatte, musste ein Weg gefunden werden, wie die Erhaltung von Burg und Kloster auch für kommenden Generationen gewährleistet werden konnte.
Aus diesem Beweggrund wurde dem Land Burgenland/der Öffentlichen Hand in den 1980er Jahren von der Familie Batthyány die Mitverwaltung an der Fürst Batthyány’schen Stiftung angetragen und es wurden somit weiträumige Renovierungs- und Erhaltungsmaßnahmen ermöglicht und getroffen.
Bereits 1957 fanden erste Erhaltungsmaßnahmen statt. Weitere, umfassende Restaurierungs- und Wiederaufbauarbeiten folgten in der Zeit von 1982 bis 2000, so dass sich Burg Güssing heute wieder in einem Zustand wie vor 200 Jahren präsentiert.
Die Burg wird weiterhin von der Stiftung des Weiland Fürst Philipp Batthyány-Strattmann geführt. Deren Kurator ist der jeweilige Familienchef – derzeit der 10. Fürst, Ladislaus Edmund Batthyány-Strattmann, der mit dem Administrator des Landes Burgenland die Stiftung leitet.

## Die Burg heute

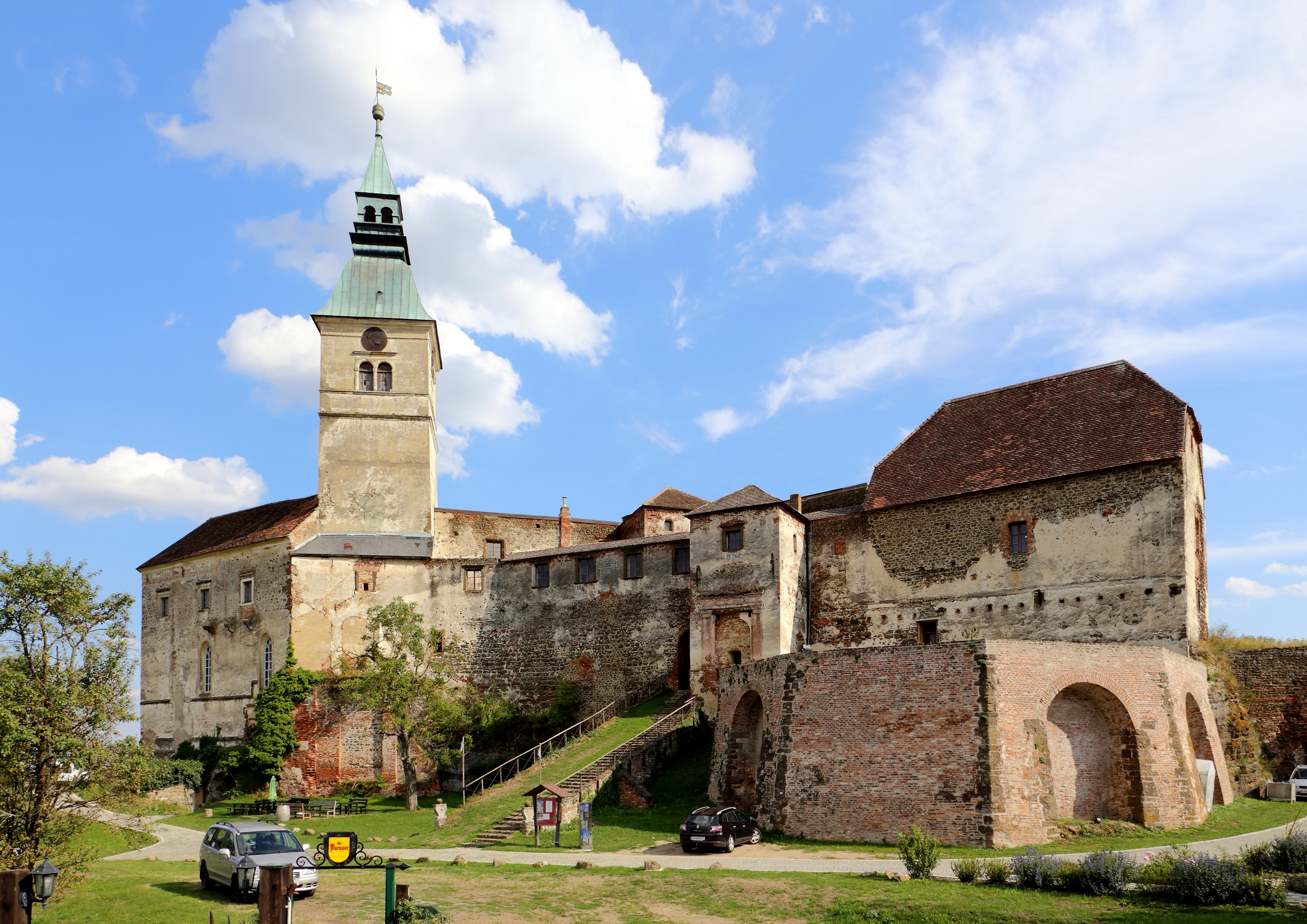
Nordwestansicht der Hochburg

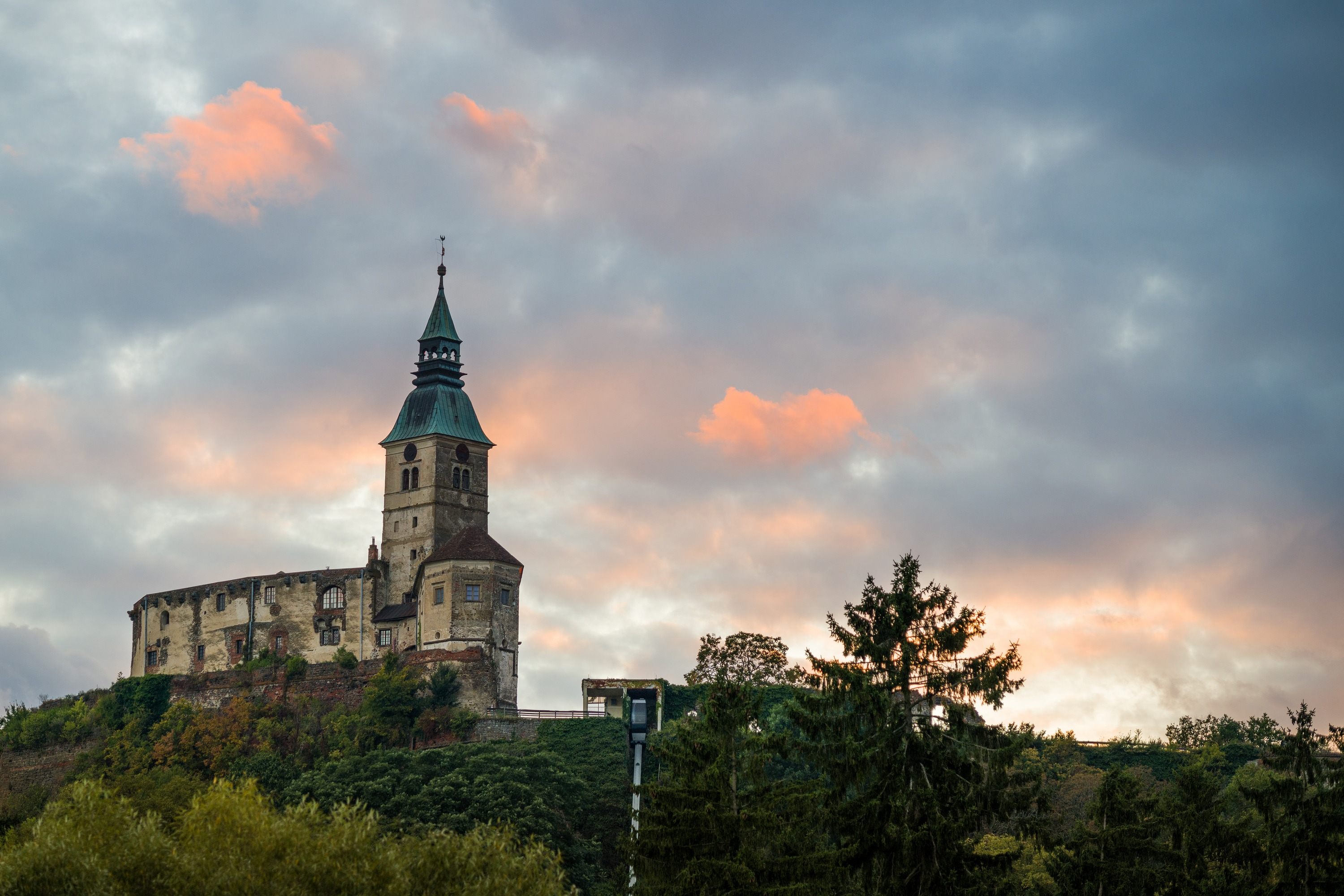
Ostansicht mit Schrägaufzug

Über einen befestigten Torweg an der Nordseite der Anlage erfolgt der Zugang zur Vorburg. Deren Burghof ist von Resten der einstigen Festung umschlossen.
Über eine breite Freitreppe gelangt man in den Innenhof der Hochburg. Die den Innenhof umgebenden Gebäude besitzen zumeist drei Geschoße, wovon das Untergeschoß teilweise direkt aus dem Fels gehauen wurde.
Zwischen dem Wohn- und dem Kapellentrakt aus dem 15. Jahrhundert erhebt sich der mächtige, zum Teil noch aus romanischer Zeit stammende Bergfried.
20 Räume der Hochburg beheimaten heute ein Burgmuseum mit rund 5000 Exponaten. Zu sehen sind u. a. die Ahnengalerie und das Familienmuseum der Familie Batthyány, alte Waffen, Plastiken und kunstgewerbliche Gegenstände sowie Gemälde der Renaissance und des Barock, darunter zwei Porträts aus der Hand von Lucas Cranach dem Älteren.
Als Attraktion ganz besonderer Art gilt der Aufstieg auf den begehbar gemachten Glockenturm, von dem ein Panoramablick bis in die pannonische Tiefebene möglich ist.
Heute finden auf dem Gelände der Burg Theatervorführungen, Konzerte und Lesungen statt. Auch können manche Räumlichkeiten für private Veranstaltungen gemietet werden. So ist es seit kurzem auch möglich, auf der Burg standesamtlich und in der Burgkapelle kirchlich zu heiraten.
Die Familie Batthyány trifft sich jedes Jahr Ende Juni zu einem Familientag auf ihrer Stammburg. In den vergangenen Jahren wurden auch einige Familienmitglieder der Batthyánys in der Burgkapelle getauft.
Seit 1994 finden jährlich im Sommer die Güssinger Burgspiele im Burghof statt, die an die kulturelle Tradition der Batthyánys anknüpfen.

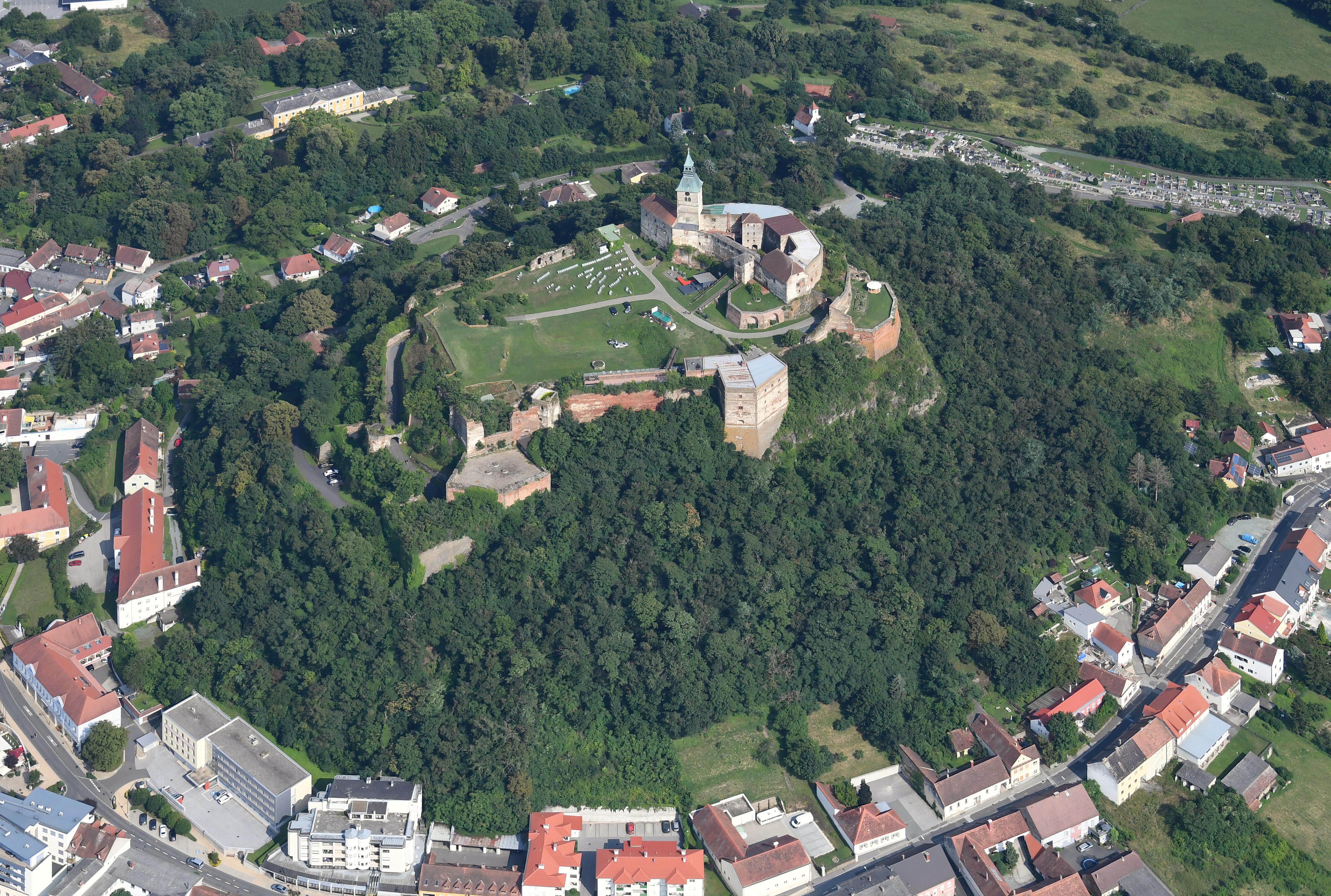
Ansicht aus der Luft von Westen
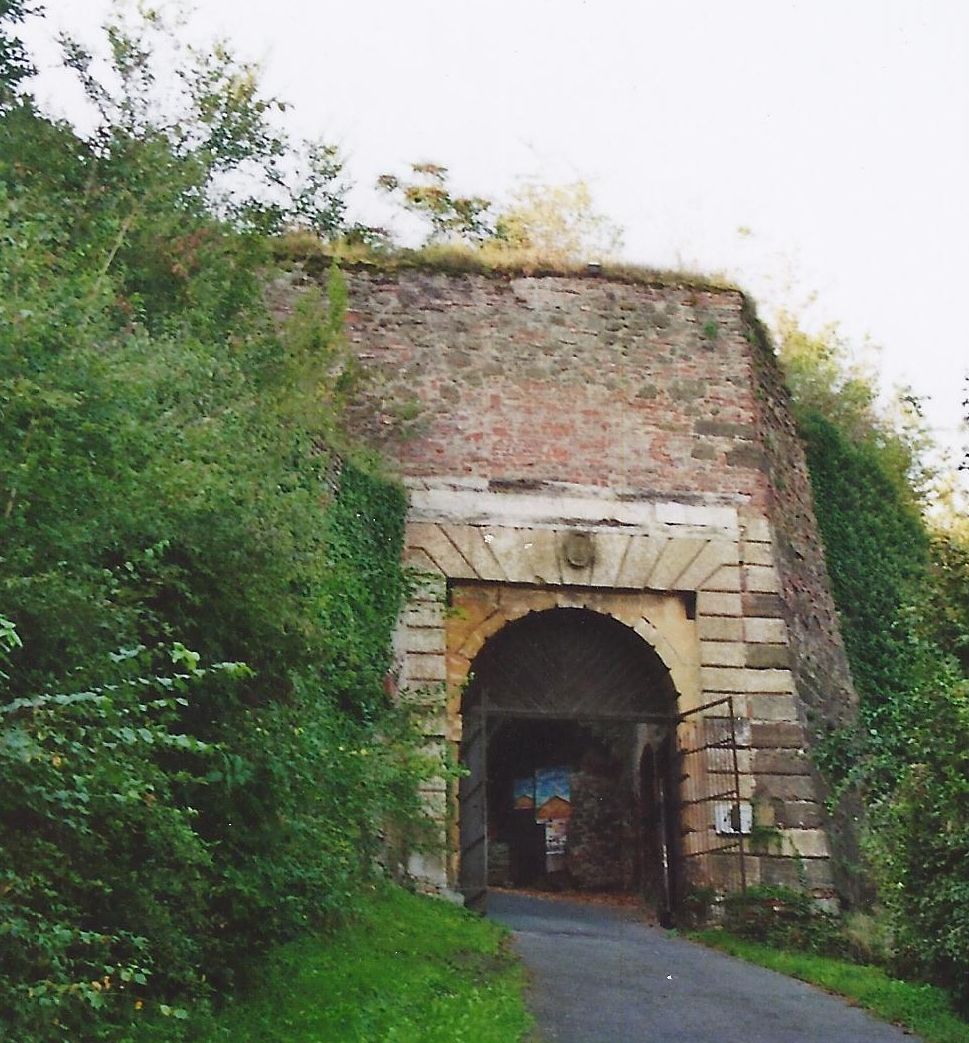
Eines der Tore zur Burg
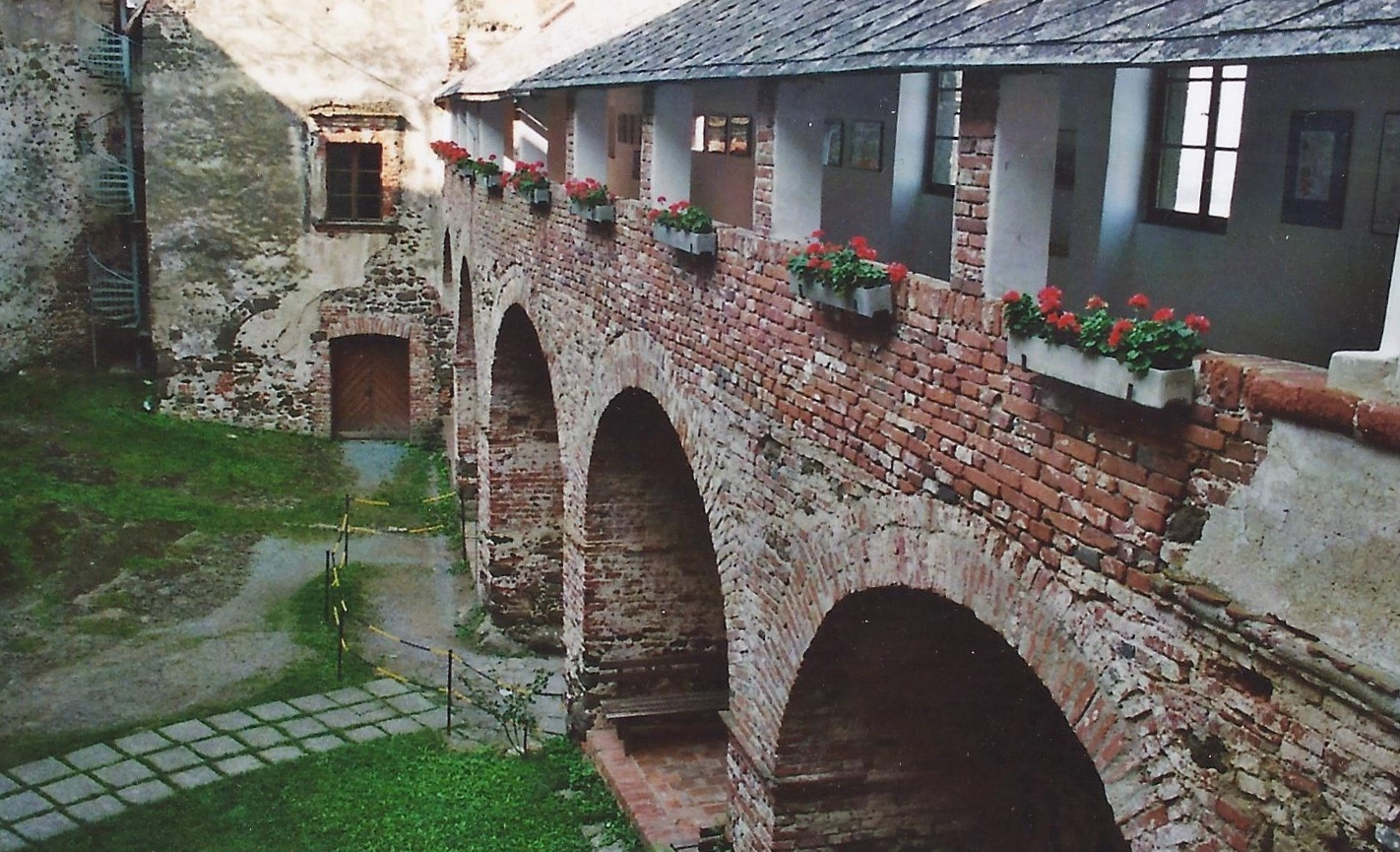
Innenhof der Hochburg
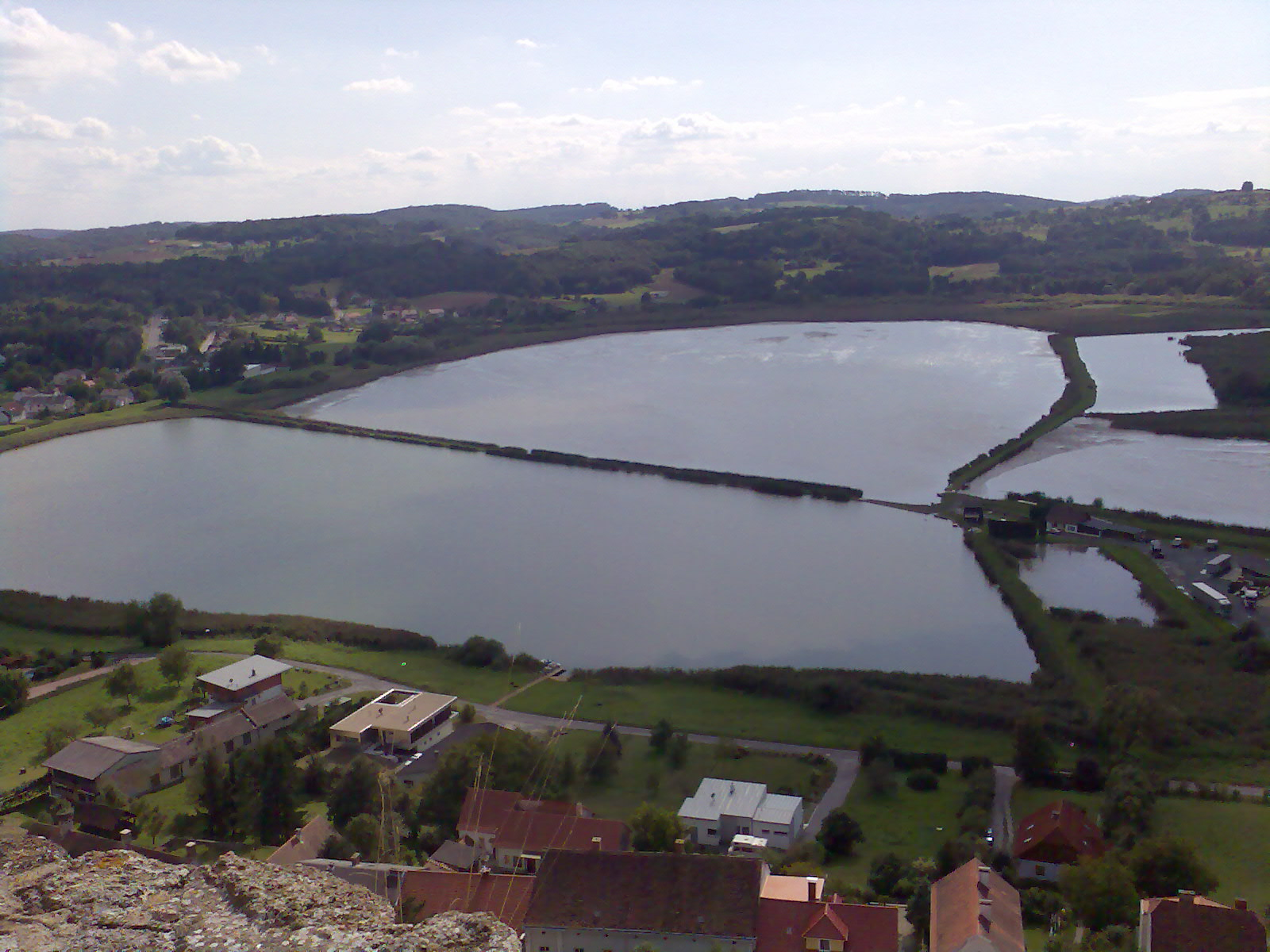
Burgblick auf Fischteiche
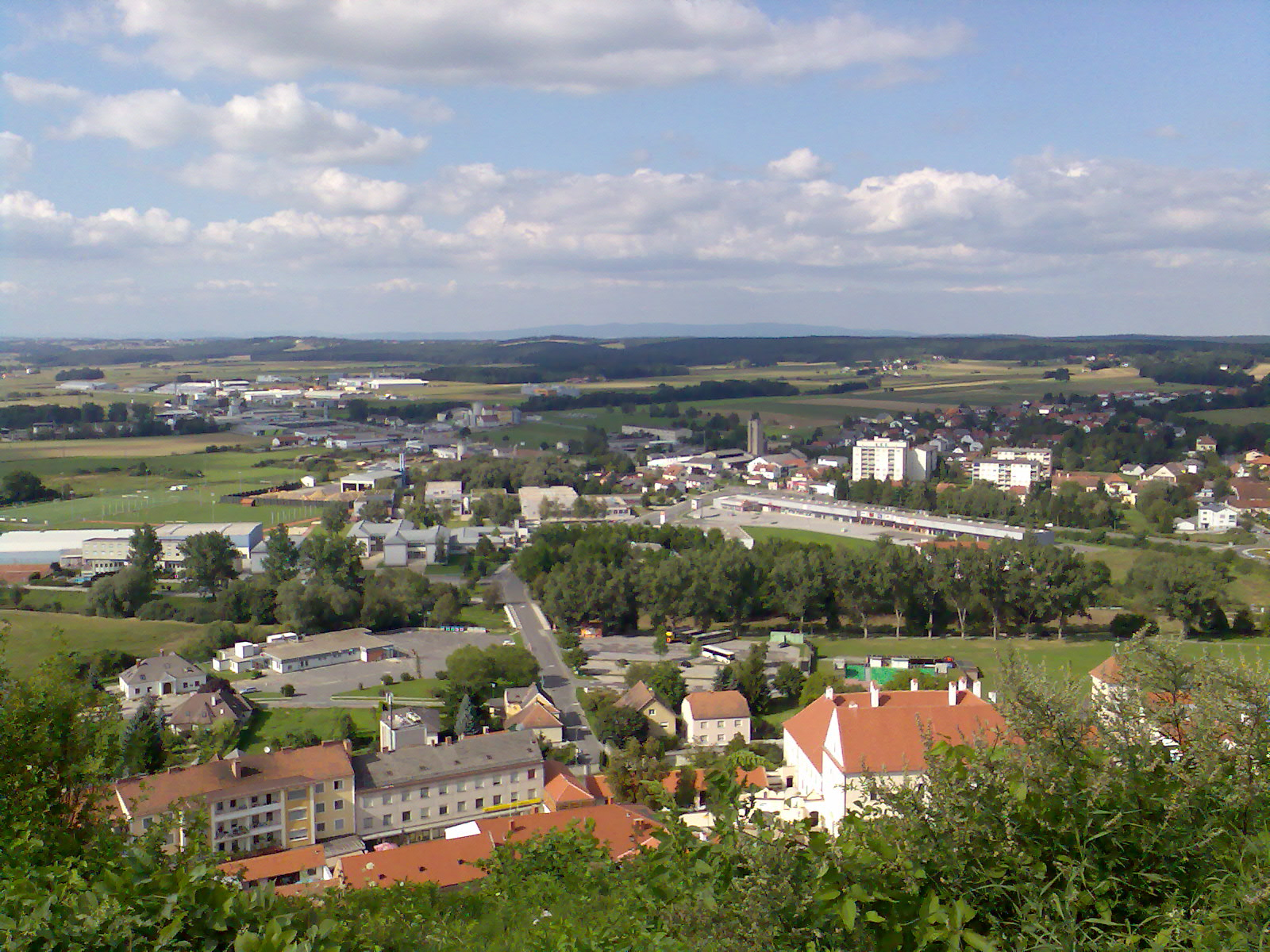
Burgblick nach Norden
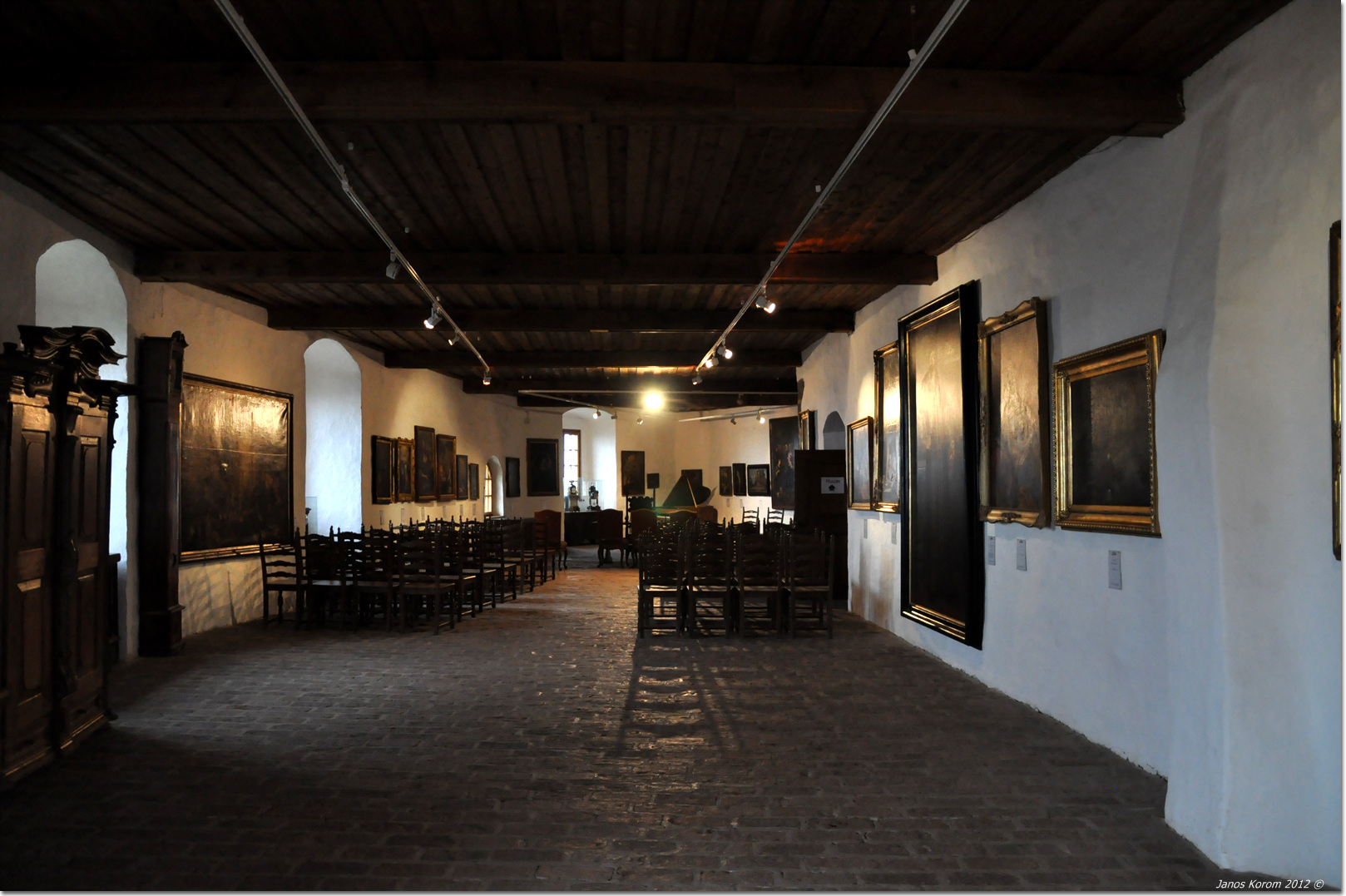
Burgmuseum
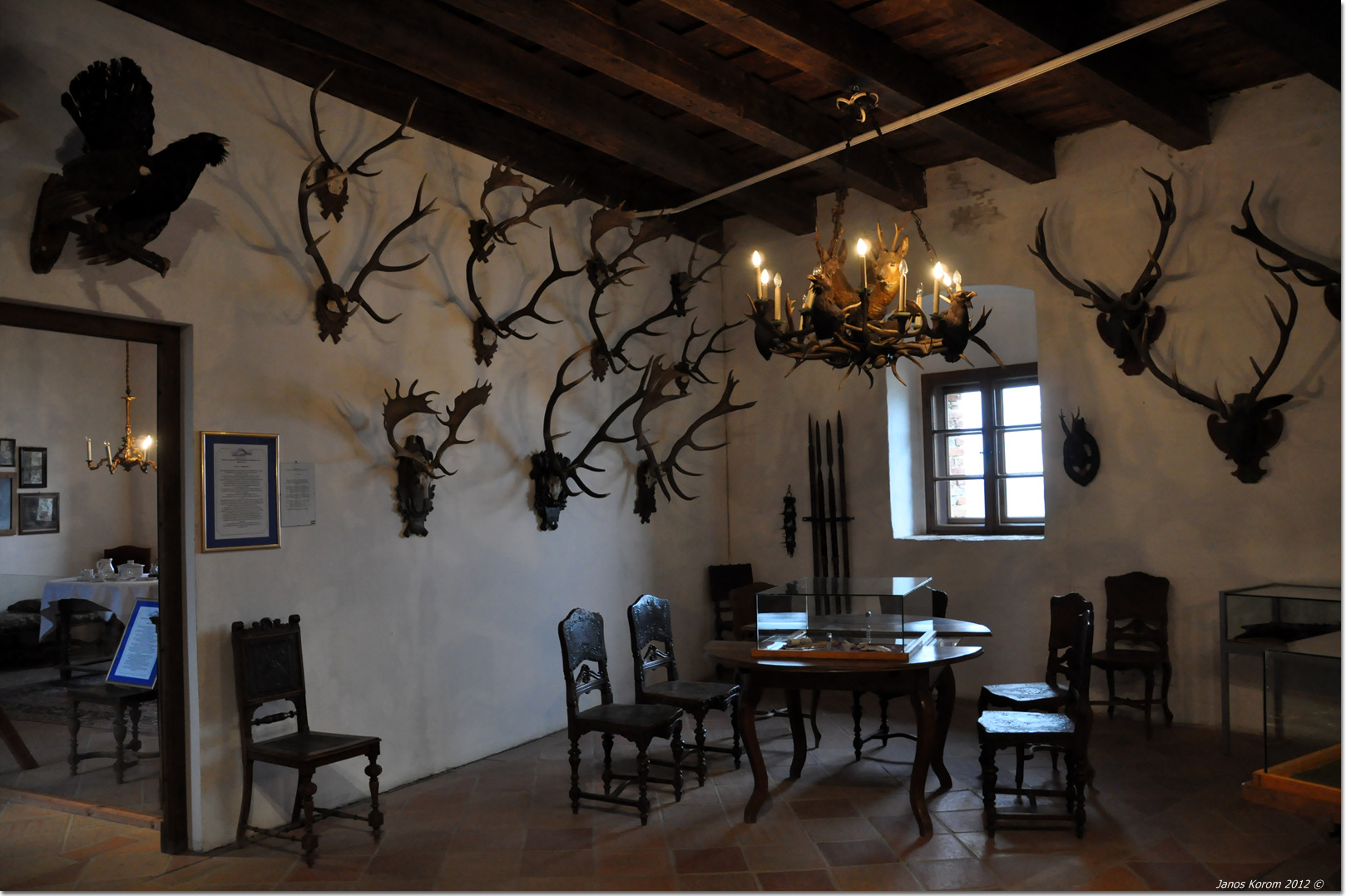
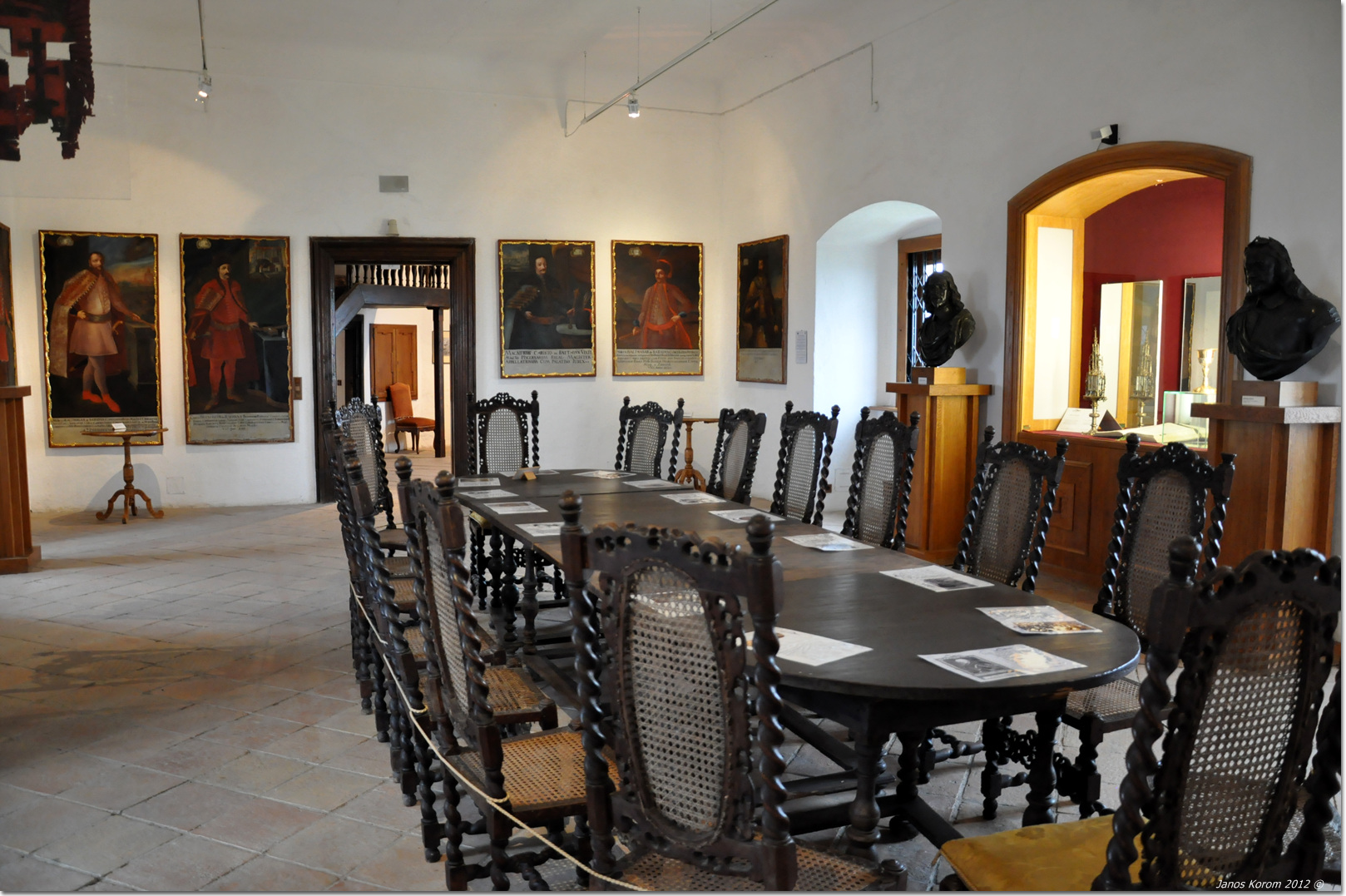
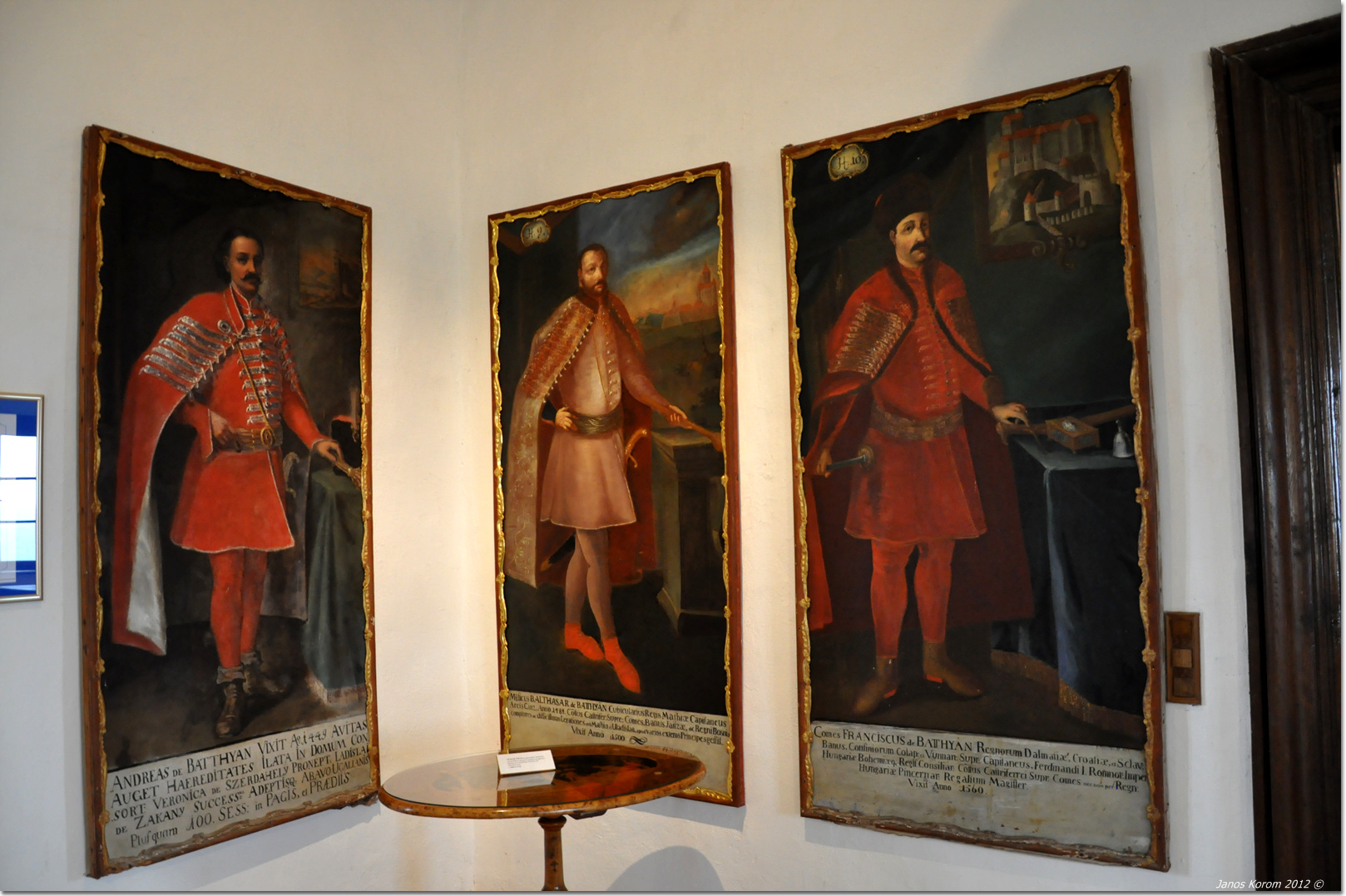